# Lušečka vas
Lušečka vas je naselje v Občini Poljčane.